# 2 juillet dans les chemins de fer
2 juin 2 août
Chronologies thématiques
- Croisades
- Sports
- Disney

Cette page concerne les événements qui se sont déroulés un 2 juillet dans les chemins de fer.

## Événements

### XIXesiècle
- 1864. États-Unis : la compagnie Northern Pacific Railway est chargée de construire une nouvelle ligne transcontinentale de l'Atlantique au Pacifique.

### XXesiècle
- 1954. France : mise en service de la première étape de l'électrification de la transversale Nord-Est (Valenciennes - Thionville), entre Valenciennes et Charleville-Mézières / Lumes.

### XXIesiècle
- 2006. France :  le PDG de la SNCF, Louis Gallois est nommé à la direction d'EADS et remplacé par Anne-Marie Idrac, précédemment PDG de la RATP.

## Naissances
- 1859 : Eugen Kittel (de) voit le jour à Eningen (royaume de Wurtemberg). Ingénieur en chef aux chemins de fer (de) du Wurtemberg de 1896 à 1921, il inventera une mini chaudière verticale et semi-automatique qui équipera plusieurs séries d'autorails à vapeur